# Dettenheim
Dettenheim ist eine Gemeinde im Landkreis Karlsruhe in Baden-Württemberg.

## Geographie

### Gemeindegliederung
Die Gemeinde Dettenheim besteht aus den ehemaligen Gemeinden Liedolsheim und Rußheim. Zu Liedolsheim gehören das Dorf Liedolsheim und Wirtshaus und Gehöft Dettenheim. Zu Rußheim gehören das Dorf Rußheim, der Ort Siedlung (früheres RAD-Lager) und die Häuser Schleifmühle, Völkersches Anwesen und Waldmühle.

Im Gebiet von Liedolsheim liegen die Wüstungen Nackheim und Schure.
Im Gebiet von Rußheim ist eine Ortschaft im Sinne der baden-württembergischen Gemeindeordnung mit eigenem Ortschaftsrat und Ortsvorsteher als dessen Vorsitzender eingerichtet.

### Lage
Liedolsheim liegt direkt in der Rheinaue. Es handelt sich um ein dicht bebautes Haufendorf mit im Kern unregelmäßigem Straßengrundriss.
Rußheim liegt nördlich von Liedolsheim, auf einer hurstartigen Niederterrassenplatte, die komplett von Rheinauegebieten umgeben ist. Auch die alten Dorfteile weisen ein regelmäßiges Straßennetz auf.
Die Reste des namensgebenden Dorfs Dettenheim liegen westlich von Liedolsheim, fast direkt am Rhein, und bilden den Weiler Alt-Dettenheim.

## Geschichte

### Bis zum 19. Jahrhundert
Die älteste bekannte Nennung von Liedolsheim wird auf 882 datiert und lautet Liudolvesheim (von einem Personennamen). Aus Königsbesitz war Liedolsheim 882 ans Kloster Prüm gelangt, und 995 an die Domkirche Speyer. Der Ort lag damals in der Übergangszone zwischen staufisch-badischem Einflussgebiet im Süden und ebersteinisch-zweibrückischer Herrschaft im Norden. Seit 1281 gehörte Liedolsheim endgültig zu Baden, nachdem die Grafschaft Zweibrücken auf den Ort verzichtet hatte. 1504 erhielt Baden die päpstliche Erlaubnis zur Erhebung der Liedolsheimer Pfarrkirche zum Stift. Dies wurde jedoch nie umgesetzt.
Die älteste bekannte Nennung von Rußheim lautet Ruchesheim (nach einem Personennamen) und wird auf das Jahr 784 datiert. Die Nennung erfolgte anlässlich einer Schenkung an das Kloster Lorsch in einer Urkunde des Lorscher Codex. 1281 gelange das Dorf endgültig an die Markgrafschaft Baden. Der Kirchensatz befand sich 1308 bei den Herren von Dahn, als Lehen von den Grafen von Zweibrücken. Erst 1654 verkaufte Hanau-Zweibrücken das Patronatsrecht an Baden.
Sowohl Liedolsheim als auch Rußheim wurden oft an Niederadel verlehnt oder verpfändet, erst ab dem 15. Jahrhundert waren beide unmittelbar badisch. Zusammen mit dem Dorf Graben bildeten sie das badische Amt Graben. In Liedolsheim und Rußheim wurde 1556 durch Baden-Durlach die Reformation eingeführt. Ende des 18. Jahrhunderts war das Amt Graben ein Unteramt des Amts Karlsruhe geworden.
Die älteste bekannte Nennung von Dettenheim datiert von 788 und lautet Dettenheim (nach einem weiblichen Personennamen). Im 12. Jahrhundert ist Dettenheim als Besitz des Klosters Hördt bezeugt. Obwohl es stets rechtsrheinisch lag, kam Dettenheim zum Germersheimer Reichsgut und mit diesem 1330 an die Pfalz (Oberamt Germersheim). Ein Rheindurchschnitt führte im 18. Jahrhundert dazu, dass die Gemarkung nun größtenteils linksrheinisch lag und die Hochwassergefahr stieg. Die Siedlung selbst lag weiterhin rechtsrheinisch. 1801 kam der linksrheinische Teil an Frankreich, 1815 an Bayern, 1946 an Rheinland-Pfalz. Der rechtsrheinische Teil kam 1803 an Baden. Wiederholte Hochwasser führten dazu, dass Dettenheim um 1810 größtenteils aufgegeben und verlassen wurde. Viele Dorfbewohner ließen sich etwa 12 Kilometer weiter östlich nieder und gründeten dort 1813 die Siedlung Karlsdorf. Das frühere Dorf Dettenheim bildet heute den Weiler Alt-Dettenheim. Vom früheren Dorfleben zeugt vor allem das Gasthaus Löwen. Ein Gedenkstein erinnert an das Schicksal Dettenheims.

### 20. Jahrhundert
In der Zeit der Weimarer Republik war Liedolsheim eine frühe Hochburg der Nationalsozialisten. Mitte der 1920er Jahre dominierte in Liedolsheim die Landwirtschaft; etwa 3 % der Erwerbstätigen waren Industriearbeiter, die in Karlsruhe, Hochstetten oder einer örtlichen Ziegelei beschäftigt waren. Rund 84 % der Landwirte bewirtschafteten eine Fläche unter zwei Hektar und waren damit auf Zuerwerb als Tagelöhner oder im örtlichen Gewerbe angewiesen. Dem Historiker Kurt Hochstuhl zufolge waren Landwirtschaft und Handwerk einem besonderen wirtschaftlichen Druck ausgesetzt, so dass die „Angst vor der Proletarisierung“ zu einer „kollektiven Befindlichkeit“ führte, „die leicht politisch instrumentalisiert werden konnte“.
Die als älteste Ortsgruppe in Baden geltende Liedolsheimer NSDAP-Ortsgruppe entstand aus einem völkischen „Leseverein für Rasse und deutsches Volkstum“, der sich 1920 dem Deutschvölkischen Schutz- und Trutzbund anschloss. Nach dessen Verbot im Juli 1922 konstituierte sich der Verein als Ortsgruppe der NSDAP, die in Baden wenig später ebenfalls verboten wurde. Im Juli 1923 fuhren 24 Liedolsheimer – darunter der Landwirt Emil Albert Roth und der Zimmermeister Robert Roth sowie der im Ort als Lehrer tätige August Kramer – nach München, offiziell, um an einem Turnfest teilzunehmen. In München kam es zu einem Treffen mit Hitler, bei dem die formale Aufnahme der Liedolsheimer Gruppe in die NSDAP verabredet wurde. Ein als „Schlageter-Feier“ deklariertes Treffen von Nationalsozialisten in Liedolsheim im gleichen Monat hatte einen Polizeieinsatz zur Folge, bei dem die Verhaftung von Emil Albert und Robert Roth angesichts deren Rückhalt in der Bevölkerung misslang. Bei der Reichstagswahl im Mai 1924 erzielte der als Ersatzorganisation der NSDAP angetretene Völkisch-Soziale Block 51,9 % der Stimmen in Liedolsheim bei 6,5 % reichsweit. Im Dezember 1924 votierten 35,9 % der Wähler für die Deutschvölkische Reichspartei, für die Robert Roth kandidierte. Bei allen weiteren Wahlen bis 1933 entschieden sich mindestens ein Drittel der Stimmberechtigten für die Nationalsozialisten. Bei der Bürgermeisterwahl 1925 kam es zu von Nationalsozialisten provozierten Ausschreitungen, bei denen das NSDAP-Mitglied Gustav Kammerer erschossen wurde. Nach einem Großbrand, bei dem im August 1927 mehrere Wohnhäuser und etliche Scheunen zerstört wurden, besuchte Hitler Liedolsheim.
Am 1. Januar 1975 wurden die damals eigenständigen Gemeinden Liedolsheim und Rußheim im Zuge der Gemeindereform zur Gemeinde Liedolsheim-Rußheim zusammengelegt. Aus Vereinfachungsgründen wurde die neue Gemeinde am 1. Januar 1978 in Dettenheim umbenannt, da sich der Name Liedolsheim-Rußheim durch seine Länge als wenig vorteilhaft herausgestellt hat und der historische Name Dettenheim vor Kunstnamen den Vorzug erhielt.
Die frühere Trennung des Ortes ist neben der getrennten Lage der Ortsteile noch an den unterschiedlichen Ortsvorwahlen erkennbar.

### Wappen der Ortsteile

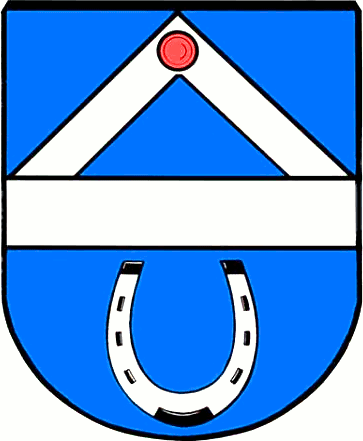
Liedolsheim
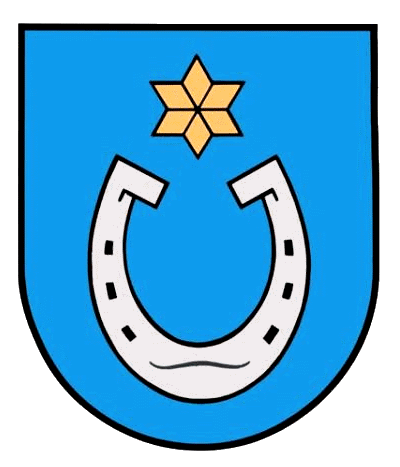
Rußheim

### Religionen
In beiden Ortsteilen gibt es je eine evangelische Kirchengemeinde. Die katholischen Kirchen St. Pankratius in Liedolsheim und St. Michael in Russheim gehören zur römisch-katholischen Seelsorgeeinheit Graben-Neudorf-Linkenheim.

### Einwohnerentwicklung
| Datum             | Einwohner |
| ----------------- | --------- |
| 31. Dezember 1965 | 4993      |
| 31. Dezember 1970 | 5313      |
| 31. Dezember 1975 | 5609      |
| 31. Dezember 1980 | 5721      |
| 31. Dezember 1985 | 5740      |
| 31. Dezember 1990 | 6126      |
| 31. Dezember 1995 | 6660      |
| 31. Dezember 2000 | 6743      |
| 31. Dezember 2005 | 6746      |
| 31. Dezember 2010 | 6496      |
| 31. Dezember 2015 | 6494      |
| 31. Dezember 2020 | 6643      |

## Politik

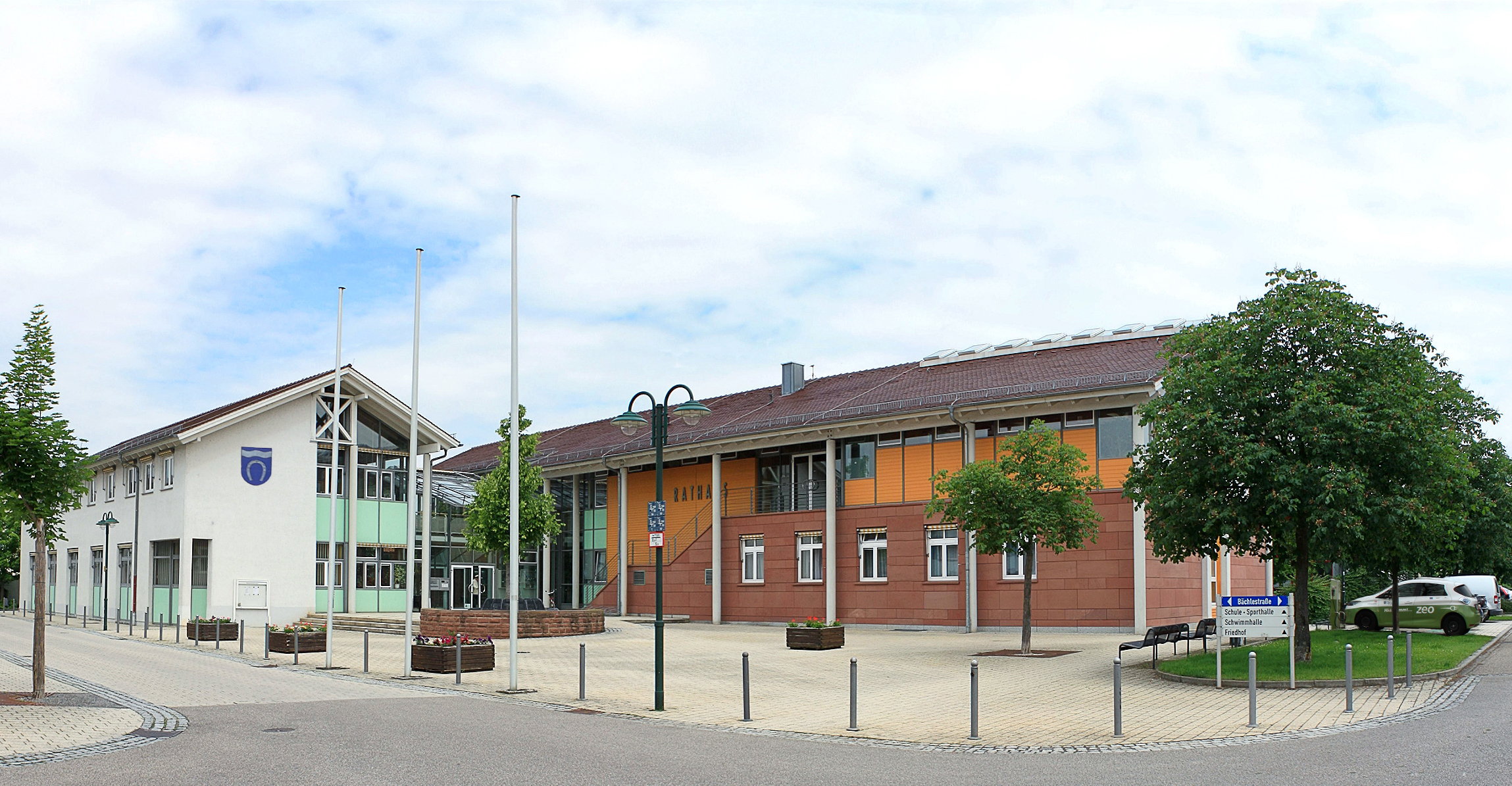
Rathaus

### Gemeinderat
Der Gemeinderat hat 18 ehrenamtliche Mitglieder, die für fünf Jahre gewählt werden. Hinzu kommt der Bürgermeister als stimmberechtigter Vorsitzender des Gemeinderats.
Die Kommunalwahl 2024 führte zu folgendem Ergebnis (in Klammern: Unterschied zu 2019):
| Gemeinderat 2024               | Gemeinderat 2024 | Gemeinderat 2024 | Gemeinderat 2024 | Gemeinderat 2024 |
| Partei / Liste                 | Stimmenanteil    | Sitze            |                  |                  |
| ------------------------------ | ---------------- | ---------------- | ---------------- | ---------------- |
| Freie Wähler                   | 43,9 % (+4,5)    | 8 (+1)           |                  |                  |
| CDU                            | 32,6 % (+2,9)    | 6 (+1)           |                  |                  |
| SPD                            | 16,6 % (−5,8)    | 3 (−1)           |                  |                  |
| Grüne                          | 6,8 % (−1,7)     | 1 (−1)           |                  |                  |
| Wahlbeteiligung: 65,9 % (+2,7) |                  |                  |                  |                  |

### Bürgermeister
Seit dem 14. April 2023 ist Frank Bolz (CDU) Bürgermeister von Dettenheim. Er wurde am 12. Februar 2023 im zweiten Wahlgang mit 58 Prozent der Stimmen gewählt. Die bisherige Bürgermeisterin Ute Göbelbecker (Freie Wähler), die ab 2015 amtierte, erhielt 41,8 Prozent der Stimmen.

### Wappen
Blasonierung: „In Blau unter erhöhtem silbernem Wellenbalken ein silbernes Hufeisen.“

## Wirtschaft und Infrastruktur

### Wirtschaft
Die Privatbrauerei Hoepfner wurde 1798 im Ortsteil Liedolsheim gegründet.

### Verkehr
Es existiert eine Busanbindung an die Hardtbahn in Hochstetten. Zudem bestehen Planungen, die Hardtbahn (Karlsruhe – Hochstetten) bis nach Philippsburg zu verlängern; dabei würden auch Haltepunkte in Dettenheim eingerichtet, so dass der Ort erstmals ans Schienennetz angeschlossen wäre. Allerdings gibt es auch Widerstand gegen die Anbindung, so dass die Bedingungen für die Verlängerung der Hardtbahn derzeit nicht erfüllt sind.
Eine testweise Busanbindung an das ebenso benachbarte Graben-Neudorf und dessen Bahnhof wurde aus finanziellen Gründen zunächst wieder eingestellt, aber ab Dezember 2008 zum Fahrplanwechsel wieder dauerhaft eingeführt.
Durch das Gemeindegebiet verläuft die rechtsrheinische Variante des Rheinradwegs, die aber zwischen Karlsruhe und der Höhe von Speyer nicht ausgeschildert ist.

### Bildung
In der Gemeinde gibt es zwei Grundschulen, die Pestalozzischule im Ortsteil Liedolsheim und die Tullaschule in Rußheim. Außerdem gibt es in der Gemeinde fünf Kindergärten.
Die Volkshochschule in Dettenheim ist eine öffentliche Einrichtung der Weiterbildung. Sie steht als Außenstelle unter der Rechtsträgerschaft des gemeinnützigen Vereins Volkshochschule im Landkreis Karlsruhe. Nach ihrem satzungsgemäßen Auftrag widmet sie sich neben der Erwachsenenbildung auch den Aufgaben der Jugendbildung.

### Freizeiteinrichtungen
Im Ortsteil Liedolsheim existiert eine bekannte Kartbahn. Im Sommer ist der Baggersee auf der Gemarkung Giesen ein beliebtes Ausflugsziel für Badegäste und Wassersportler. Weiter gibt es noch das Jugendzentrum, das jährlich den „Rockfasching“ veranstaltet.

### Museum
Im Ortsteil Rußheim befindet sich der „Museumsbunker R32“, ein Bunker des Zweiten Weltkriegs der seltenen Gattung „Sanitätsbunker“. Der Bunker wurde 1938/39 erbaut. Er verfügt über acht Räume und einen Vorraum.

## Söhne und Töchter der Gemeinde
- Wilhelm Schellenberg (1819–1879), geboren in Rußheim, Generalmajor
- Berthold Rosenthal (1875–1957), Lehrer und Autor
- Gustav Zimmermann (1888–1949), Landtagsabgeordneter (SPD)
- Ludwig Bolz (1890–1978), Landwirt
- Robert Roth (1891–1975), Reichstagsabgeordneter (NSDAP)
- Albert Roth (1893–1952), Reichstagsabgeordneter (NSDAP)
- Rudolf Müller-Chappuis (1905–1968), Pianist und Schriftsteller
- Fritz Dörner (1908–1976), Generalarzt der Bundes-Luftwaffe
- Karl Friedrich Euler (1909–1986), Theologe, Mitarbeiter im sog. Entjudungsinstitut und Hochschullehrer[26]
- Robert Seitz (1911–1977), SS-Unterscharführer und Landwirt

## Besonderheiten
Auf der Kartbahn bei Liedolsheim fand im September 1984 die Kartweltmeisterschaft (CIK-FIA World Karting Championship) statt.
In Liedolsheim fand die Sportkegel-Weltmeisterschaft 2009 und die Sportkegel-Weltmeisterschaft 2017 statt.